# Myung Rye-hyun
Myung Rye-hyun (명례현?; Pyongyang, 14 aprile 1926) è un ex calciatore e allenatore di calcio nordcoreano.

## Carriera
Allenò la Nazionale di calcio della Corea del Nord durante il campionato mondiale di calcio 1966, giungendo fino ai quarti di finale.